# 16. september
16. september er dag 259 i året i den gregorianske kalender (dag 260 i skudår). Der er 106 dage tilbage af året.
- Euphemias dag, efter en ung kristen rådsherredatter fra Chalcedon, der led martyrdøden omkring år 300.

- FN's Internationale dag for bevarelse af ozonlaget.

### Begivenheder
Født - Dødsfald
- 1620 - Engelske udvandrere, senere kendt som Pilgrimmene, sejler ud fra Plymouth med skibet Mayflower med kurs mod Amerika.
- 1629 - Der indgås Våbenstilstandsaftale i Altmark mellem Sverige og Den polsk-litauiske realunion
- 1795 - England erobrer Cape Town i Sydafrika
- 1810 - Mexico løsriver sig fra Spanien - Dagen har siden været deres nationaldag
- 1812 - Kort efter midnat sætter Moskvas borgere byen i brand, for at undgå at byens ressourcer falder i hænderne på de franske besættelsestropper.
- 1848 - William Cranch Bond, George Phillips Bond og William Lassell opdager Saturn-månen Hyperion.
- 1908 - General Motors Corporation grundlægges.
- 1956 - Sverige afholder Riksdagsvalg til Rigsdagen.
- 1963 - Staten Malaysia oprettes som en sammenslutning af Malaya, Singapore, Britisk Nordborneo og Sarawak.
- 1975 - Papua New Guinea opnår uafhængighed fra Australien.
- 1975 - Prototypen for Sovjetunionens jagerfly Mikojan MiG-31 ('Foxhound') flyver første gang.
- 1982 - Massakren på palæstinensiske flygtninge i  Sabra- og  Shatila-flygningelejrene i Libanon fimder sted.
- 1987 - Montreal Protokollen, der skal begrænse nedbrydningen af ozonlaget omkring Jorden, underskrives til ikrafttræden den 1. januar 1989.
- 1992 - Retssagen mod den afsatte panamanske diktator Manuel Noriega afsluttes i USA med en dom på 40 års fængsel for narkosmugling og pengehvidvask.
- 2004 - Hoffet meddeler ved en pressekonference, at prins Joachim og prinsesse Alexandra er blevet separeret og skal skilles.

### Født
- 1387 - Kong Henrik 5. af England (død 1422).
- 1859 - Yuan Shi-kai, kinesisk politiker (død 1916).
- 1882 - Freda Du Faur, australsk bjergbestiger (død 1935).
- 1888 - Frans Eemil Sillanpää, finsk forfatter og modtager af Nobels Litteraturpris 1939 (død 1964).
- 1891 - Karl Dönitz, tysk nazistisk storadmiral (død 1980).
- 1893 - Alexander Korda, ungarsk-engelsk instruktør, producer og manuskriptforfatter (død 1956).
- 1910 - Else Alfelt, dansk billedkunstner (død 1974).
- 1919 - Mogens Wieth, skuespiller (død 1962).
- 1922 - Guy Hamilton, engelsk filminstruktør (død 2016).
- 1923 - Lee Kuan Yew, Singapores første premierminister (død 2015).
- 1924 - Lauren Bacall, amerikansk filmskuespillerinde (død 2014).
- 1925 - Charlie Byrd, amerikansk jazzmusiker og klassisk guitarist  (død 1999).
- 1925   - B.B. King, amerikansk bluessanger (død 2015).
- 1927 - Peter Falk, amerikansk filmskuespiller, kendt som Columbo (død 2011).
- 1927   - Franz Füchsel, tegner (død 2017).
- 1928 - Bent A. Koch, dansk modstandsmand og chefredaktør (død 2010).
- 1931 - Jan Johansson, svensk jazzpianist (Jazz på svenska) og komponist (Pippi Langstrømpe) (død 1968).
- 1934 - Ronnie Drew, irsk folkemusiker (The Dubliners) (død 2008).
- 1945 - Inge Lise Westman, dansk billedkunster (død 2024).
- 1952 - Mickey Rourke, amerikansk skuespiller.
- 1956 - Michael Falch, sanger og skuespiller.
- 1956   - David Copperfield, amerikansk tryllekunstner.
- 1958 - Marianne Mortensen, skuespillerinde.
- 1966 - Jacob Morild, revyskuespiller.
- 1970 - Anders Hansen, golfspiller.
- 1973 - Alexander Vinokourov, cykelrytter.
- 1981 - Alexis Bledel, amerikansk skuespiller
- 1983 - Niklas, dansk rapper.
- 1984 - Katie Melua, georgisk/britisk musiker
- 1992 - Nick Jonas, amerikansk sanger og skuespiller

### Dødsfald
- 1701 - Jakob 2. af England (født 1633).
- 1824 - Ludvig 18. af Frankrig (født 1755).
- 1865 - Christian de Meza, dansk general, øverstbefalende i den 2. Slesvigske Krig (født 1792).
- 1911 - Edward Whymper, engelsk bjergbestiger (født 1840).
- 1939 - Sergej Gritsevjets, sovjetisk major og pilot (født 1909).
- 1973 - Victor Jara, chilensk folkesanger og aktivist (født 1931) - henrettet.
- 1977 - Marc Bolan, engelsk sanger og sangskriver i rockbandet T. Rex (født 1947).
- 1977 - Maria Callas, græsk operasanger (født 1923).
- 1983 - Victor B. Strand, dansk direktør og generalkonsul (født 1898).
- 1997 - Erich Fritz Reuter, tysk billedhugger (født 1911).
- 2012 - Prinsesse Ragnhild, fru Lorentzen, norsk kongelig (født 1930).
- 2012 - John Ingle, amerikansk skuespiller (født 1928).
- 2016 - Carlo Azeglio Ciampi, italiensk politiker og tidligere præsident (født 1920).
- 2016 - Mathilde Gersby Rasmussen, tidligere dansk barneskuespiller (født 1978).

|  | Denne datoartikel kan blive bedre, hvis der indsættes et (bedre) billede Du kan hjælpe ved at afsøge Wikimedia Commons for et passende billede eller uploade et godt billede til Wikimedia Commons iht. de tilladte licenser og indsætte det i artiklen. |